# Restauration écologique
Ne doit pas être confondu avec réensauvagement.

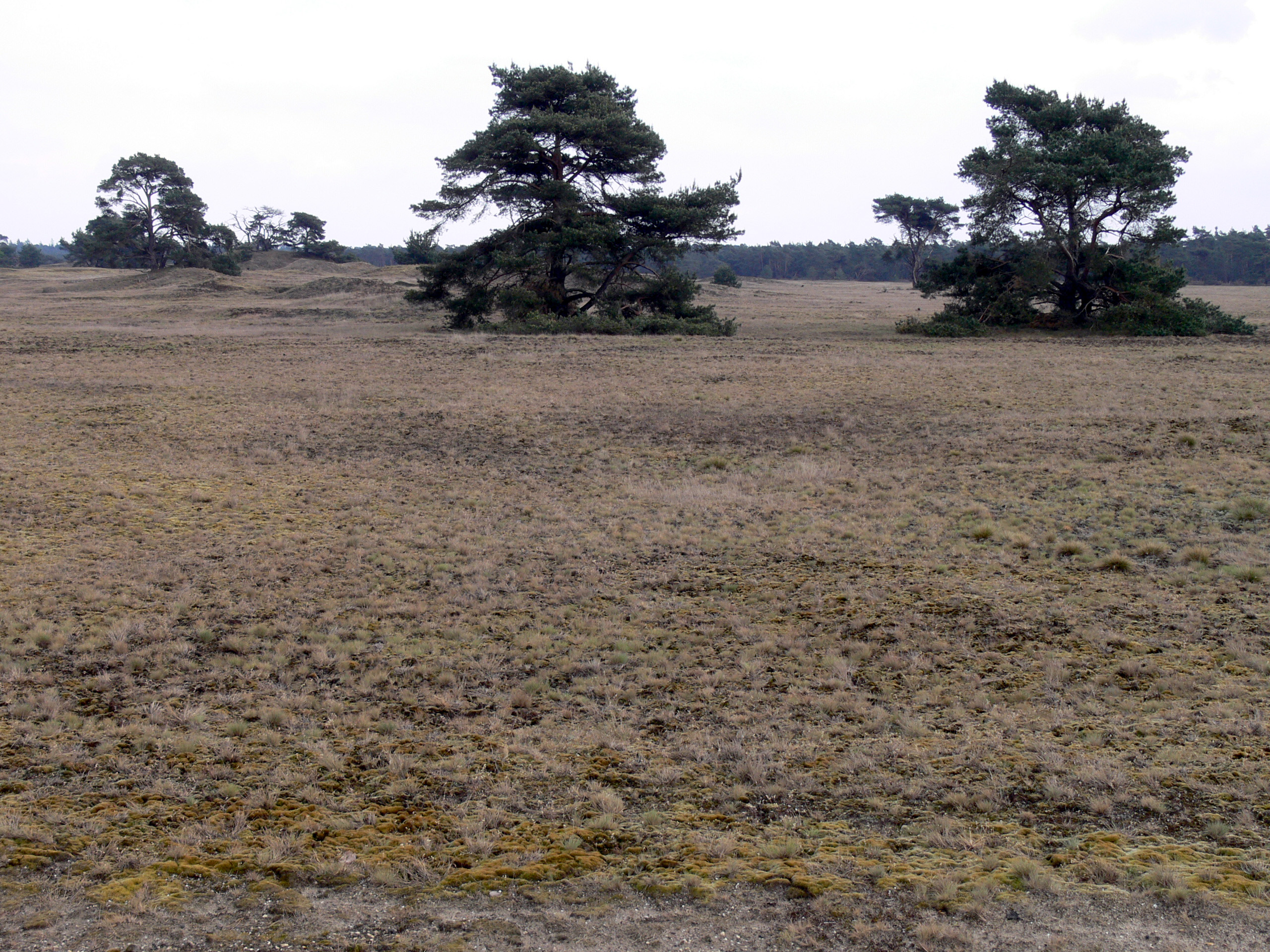
Dans cette zone du parc Hoge Veluwe (Pays-Bas) (5000 hectares restaurés en grande partie sur d'anciens champs cultivés), malgré le retour de grands herbivores, les pousses d'arbres sont arrachées à la main, pour restaurer et conserver un milieu et paysage très ouvert.

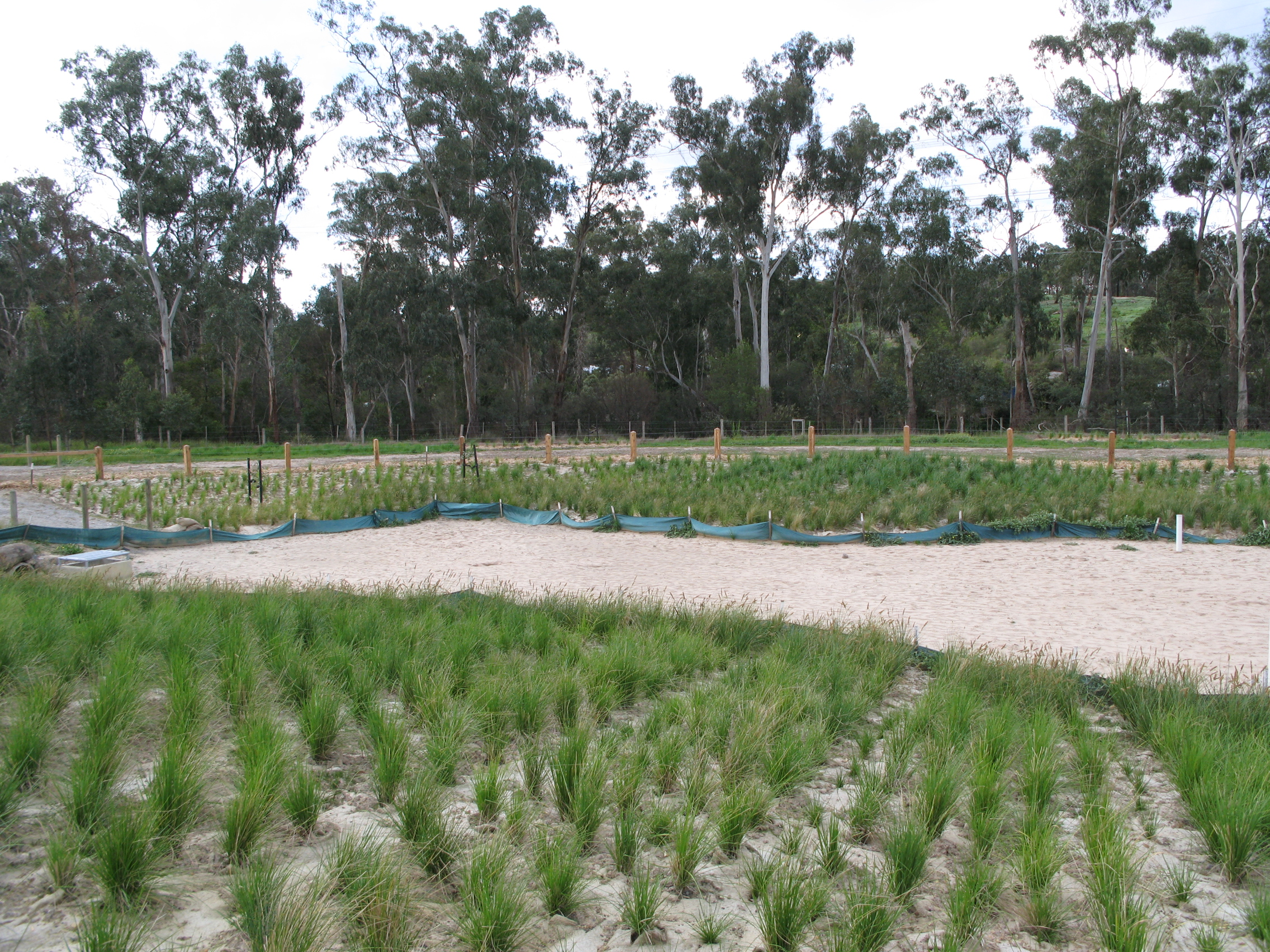
Renaturation (en cours) d'une zone antérieurement cultivée dans le Sud-Est de l'Australie.

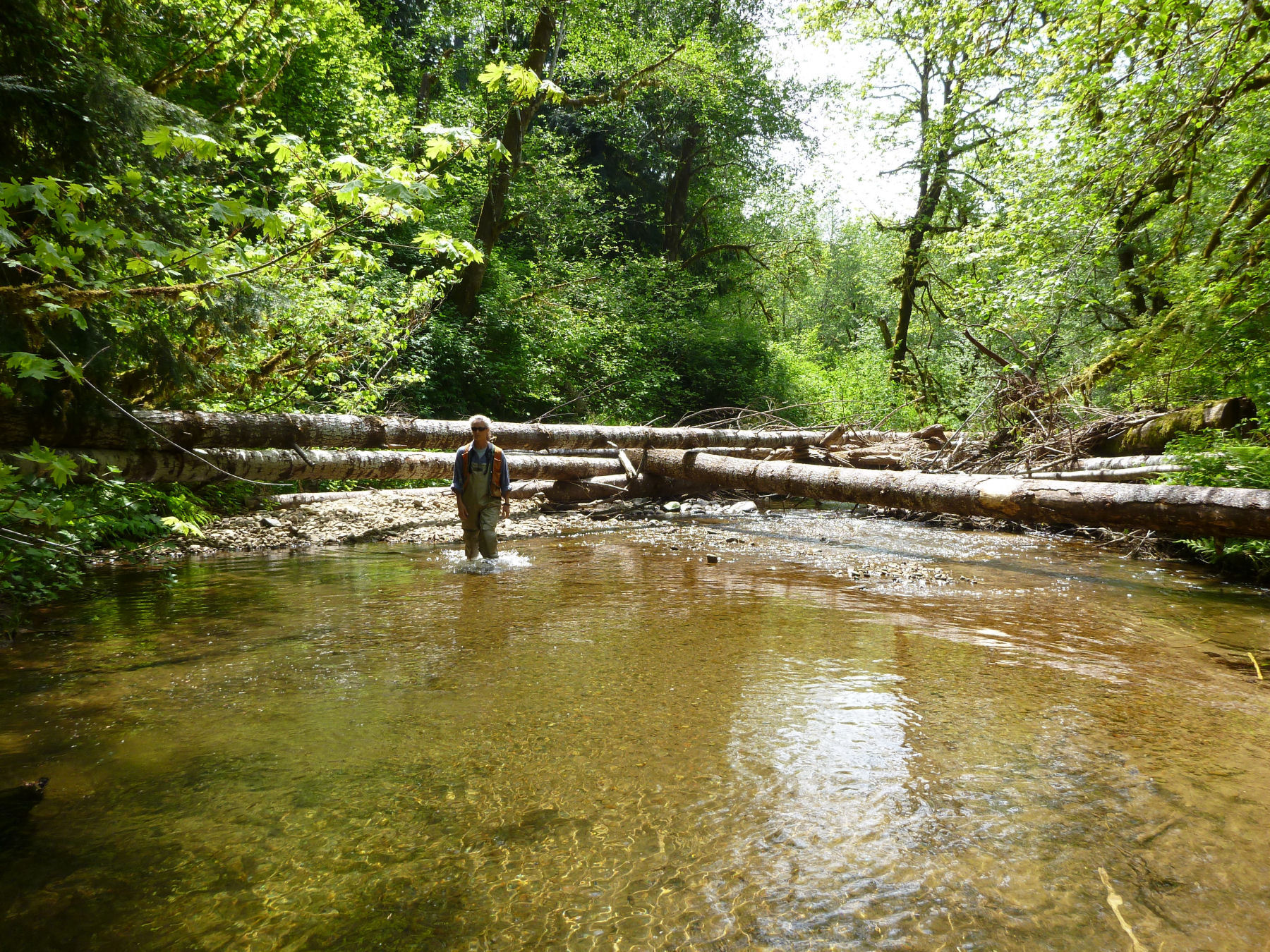
Avec la nation amérindienne Coquille, avec les gestionnaires locaux du bassin et avec l'entreprise privée qui en exploite la forêt privée le District de Coos Bay a restauré au sud de l'Oregon près de 30 miles de cours d'eau (dans les bassins versants de Coos, Coquille, Smith et Umpqua).
Ici ces troncs d'arbres positionnés pour résister au courant, avec des enrochements et barrages de blocs conserveront plus d'eau en été. Ces aménagements doivent recomplexifier et restaurer l'habitat des salmonidés et d'autres organismes aquatiques.

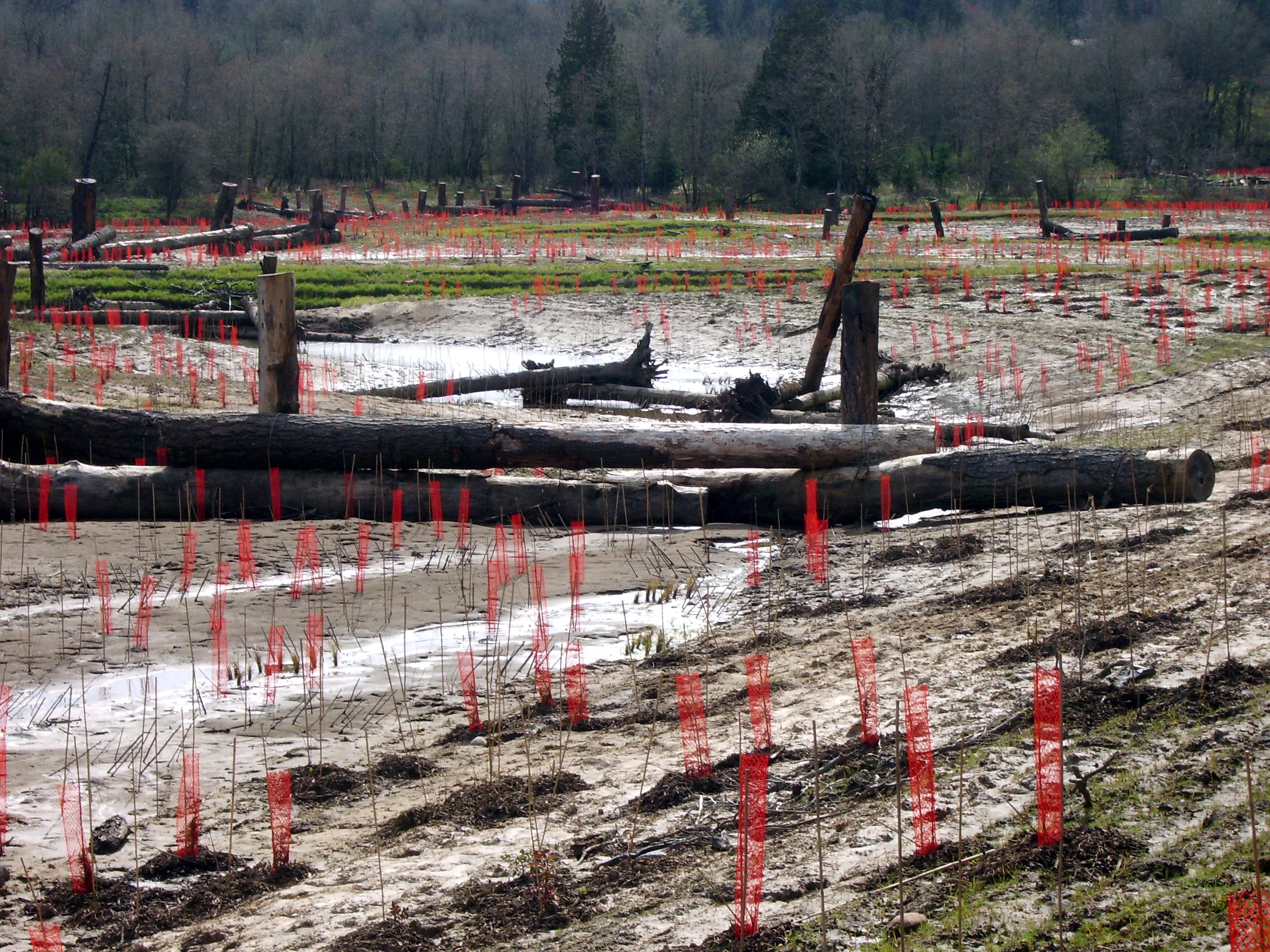
Ici, pour renaturer la rivière Johnson Creek (Willamette River) en triplant sa longueur de méandre, pour réguler le cours de l'eau et limiter le risque d'inondation en aval, sur une zone longtemps convertie en pâturage pour bovins, des troncs d'arbres ont été ancrés à des poteaux, perpendiculairement à la rivière ; ils peuvent flotter en cas de crue sans être emportés. Des arbres ont aussi été plantés (en tubes de protection) pour si nécessaire stabiliser le sol. Les arbres tombés dans l'eau en amont avec ou sans leurs racines formeront là des embâcles naturels qui améliorent l'habitat faunistique.

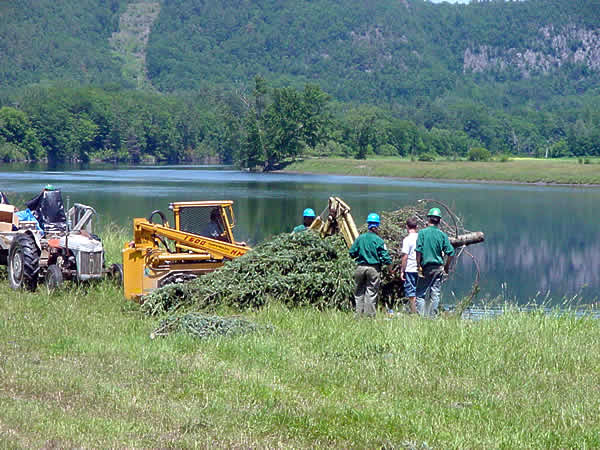
Des résineux coupés à proximité sont apportés et fixés sur les berges. Leurs branches serviront à emprisonner les matériaux issus de l'érosion et à stabiliser le recul de la berge, pour favoriser une revégétalisation et une reprise de la vie aquatique (voir ci-dessous).

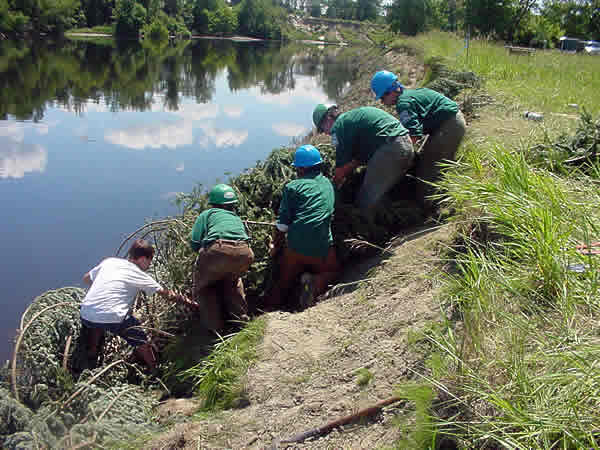
Après une période où l'on a plutôt coupé les arbres de cette section de la rive de la rivière Connecticut (à Fairlee, dans le Vermont, aux États-Unis), on travaille ici (été 2006) à renaturer les berges sévèrement érodées.

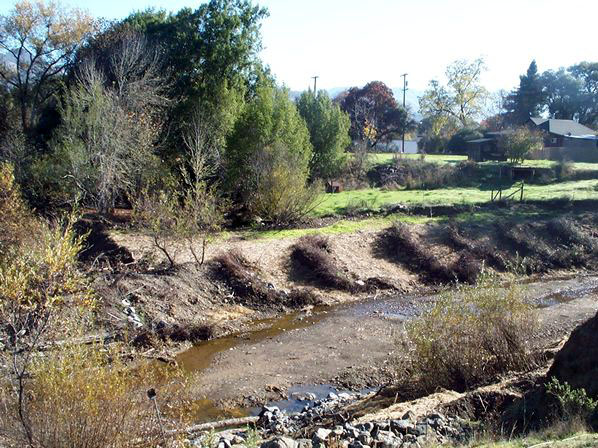
Autre exemple de restauration de berge par apports de fascines et branches (« Robinson Creek », à Boonville en Californie).

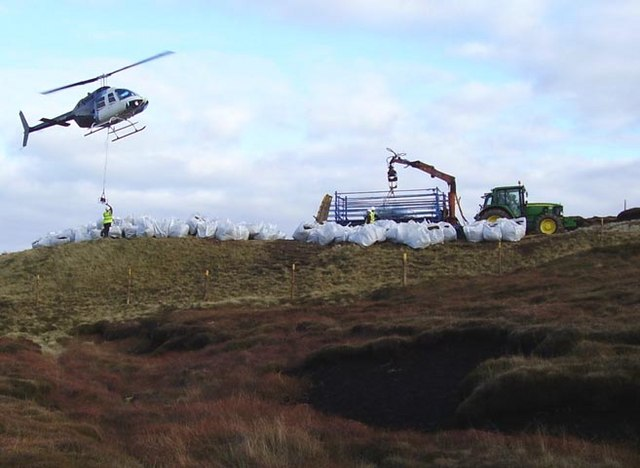
Transport de bruyères coupées lors d'un chantier de restauration d'une lande à bruyère.

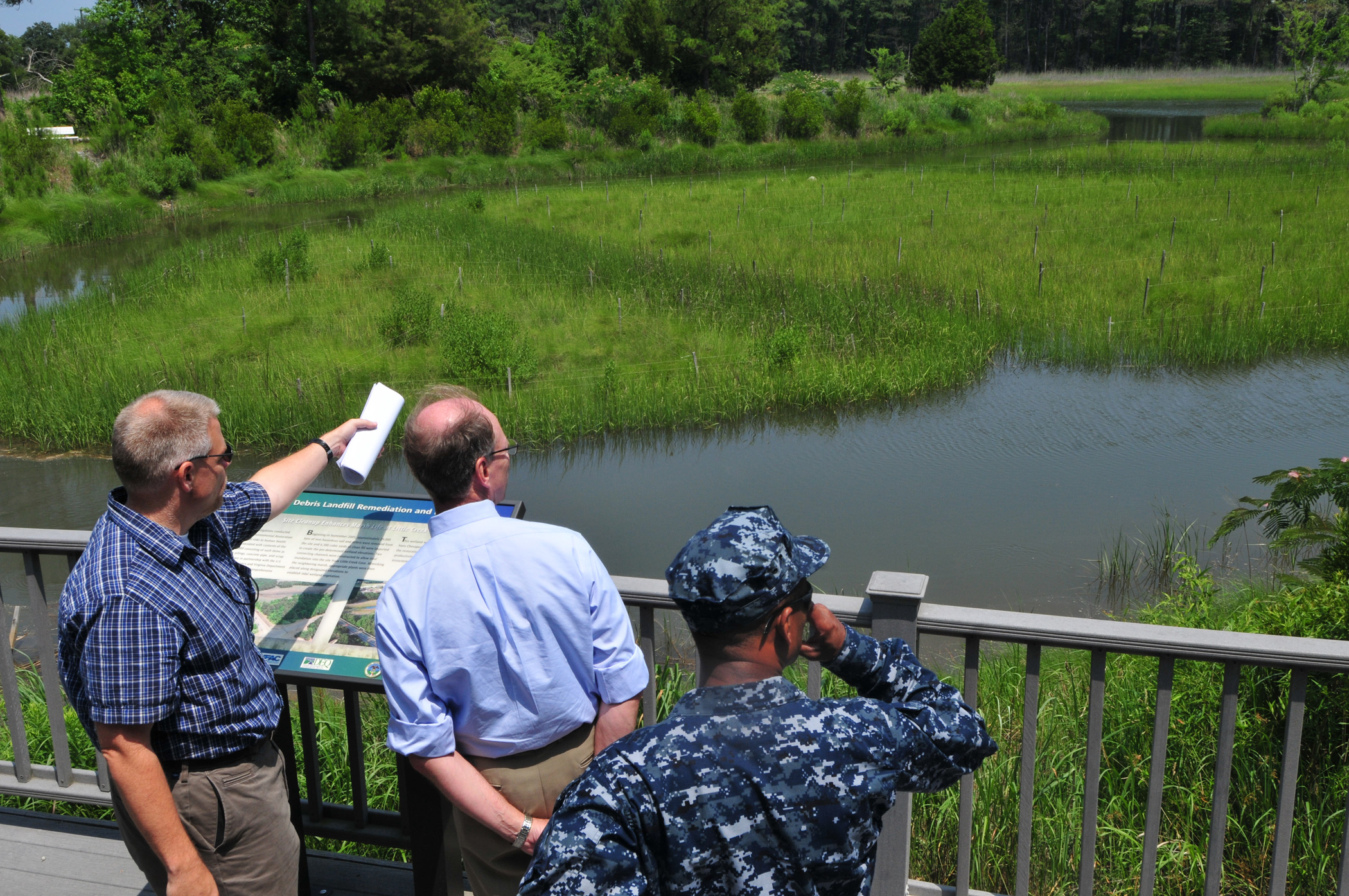
Restauration d'une zone humide sur terrain militaire (Virginia Beach, en Virginie, 15 juin 2010), avec construction d'un observatoire de la faune.

La restauration écologique est un ensemble de pratiques sur des milieux dégradés (naturels, semi-naturels, industriels ou urbains) avec l'objectif d'y restaurer la biodiversité, le bon état écologique, un paysage de qualité ou un état disparu (milieu ouvert ou boisé, humide, ou naturellement acide par exemple, etc.). L'écologie de la restauration est la science qui sert de base théorique aux pratiques de restauration ou de réhabilitation des écosystèmes.
Il peut aussi s'agir de restaurer non pas un milieu, mais une perturbation (imitation d'un chablis ou d'un petit incendie pour créer une clairière), une ressource naturelle, avec à titre d'exemple : une ressource halieutique, la ressource en eau, ou le paysage en tant que source d'aménités et de qualité de vie…
Dans le domaine environnemental, l'objectif premier est la renaturation, que le gestionnaire cherche à faciliter et accélérer en utilisant des techniques de génie écologique. Il s'agit donc d'un mode de gestion intentionnelle (« gestion pro-active », qui doit faire l'objet d'une réévaluation constante au vu des résultats, analysés via des indicateurs environnementaux). En France, la gestion intentionnelle est définie comme « l’ensemble des « initiatives qu’un acteur spécialisé entreprend, dans le contexte d’une situation de gestion effective, pour faire évoluer l’état du milieu dans un certain sens », la gestion effective étant « le mode de conduite du milieu telle qu’il résulte de l’ensemble des actions humaines qui l’affectent ».
Si après la phase de restauration, le milieu ne peut être auto-entretenu, ce mode de gestion est habituellement suivi d'une phase de gestion conservatoire, s'appuyant sur un plan de gestion (de la ressource qu'on veut protéger, du paysage, des habitats…) et sur un dispositif de suivi et d'évaluation et parfois de protection (protection foncière, réserve naturelle, etc.).
Quand il s'agit de sauver une espèce qui doit aussi rapidement évoluer pour faire face à d'importants et rapides changements environnementaux, tels que le changement climatique, le recul des pollinisateurs, la fragmentation écopaysagère, on parle aussi de « sauvetage évolutif » (evolutionary rescue,).

## Définition
La restauration écologique est définie, par la Society for ecological restoration international (SER), comme étant 

« Une action intentionnelle qui initie ou accélère l'autoréparation d'un écosystème [...] qui a été dégradé, endommagé ou détruit [...], en respectant sa santé, son intégrité et sa gestion durable. »

L'écologie de la restauration définit l'état de référence vers lequel l'ingénierie doit faire retourner l'écosystème, elle étudie également les effets positifs ou parfois les conséquences négatives des méthodes de gestion restauratoire par rapport au but visé. Les écosystèmes, comme les espèces sont en constante évolution, il s'agit donc pour l'écologie de la restauration de comprendre les successions écologiques pour ramener les écosystèmes dans leur trajectoire historique.
On notera que face à des changements à l'échelle planétaire, par exemple le réchauffement climatique, l'extinction de certaines espèces, l'érosion anthropogénique ou les invasions biologiques, il est aujourd'hui généralement impossible de revenir à un état antérieur de l'écosystème que l'on cherche à restaurer. En conséquence, il existe trois réponses, soit s'orienter vers des écosystèmes modèles préhistoriques, soit accepter de choisir des écosystèmes déjà largement modifiés par l'Homme comme modèle, soit mettre en place des projets de restauration écologique menant à la création de nouveaux écosystèmes.
Higgs et ses collègues remettent en cause la définition actuelle de la restauration écologique, ils argumentent que celle-ci pourrait mener à une focalisation sur des travaux de reboisement de grande envergure et la réhabilitation orientée vers la satisfaction de demandes humaines au détriment du fonctionnement des écosystèmes.
À ces critiques, James Aronson répond que la distinction entre restauration, la réhabilitation ou le génie écologique a été claire dès le départ, pour la SER comme pour les institutions. Dans certains cas le projet se concentre sur la réparation d'une perturbation, on parle alors de réhabilitation. Si l'objectif du projet est de créer un écosystème différent de celui d'origine on parle de réaffectation. On peut faire le parallèle avec la distinction entre restauration et rénovation dans le bâtiment.  La SER précise, lors de la publication de ses standards en 2016, que la restauration vise à rétablir la composition spécifique et la structure de l'écosystème et son fonctionnement, tandis que la réhabilitation se focalise sur la production de ressources et services écosystémiques. Créer ou réparer des systèmes (par exemple des agrosystèmes) dans le but exclusif de profiter aux intérêts humains appartient au domaine du génie écologique ou de l'aménagement du territoire.

## État de référence
L'objectif de la restauration est d'atteindre un état de référence, qu'il convient donc de définir.
Les écologues parlent de restauration stricto-sensu si l'écosystème de référence était présent sur le site à une époque antérieure à la dégradation par les activités humaines. Là encore, il faut savoir jusqu'à quand remonter dans le passé pour trouver la référence. Pour illustrer cette difficulté, on peut prendre deux exemples :
- les prairies fleuries riches en flore ou les landes sont issues de pratiques agricoles qui remontent parfois à la fin de l'âge du bronze, cependant il existait auparavant une forêt[6].
- Le Nord-Ouest américain est, aujourd'hui, couvert par une forêt dense de conifères. Il existait au XIXe siècle un paysage ouvert, entretenu par le pastoralisme, l'usage fréquent de feux et par endroit les cultures pratiquées par les Amérindiens. Ces espaces ouverts avaient eux-mêmes remplacé des forêts antérieures...

Ainsi l'écosystème de référence peut être naturel ou dépendant de pratiques culturelles anciennes, telles que la culture ou le pastoralisme.
La construction de l'image de l'écosystème historique, modèle de référence à atteindre, se fait sur la base d'informations écologiques et culturelles. Des éléments de mémoire écologique peuvent être toujours présents sur place : processus écologiques, banque de graines du sol, espèces toujours présentes...
À cette référence temporelle, parfois impossible à atteindre en raison de l'état d'anthropisation et de transformation de l'écosystème, peut se substituer une référence spatiale en étudiant des écosystèmes fonctionnels et proches du site à restaurer (cadre de restauration Before-After-Control-Impact,). Les sites peuvent être comparés en termes de variation génétique et phénotypique, de taux d'endémisme, de services écosystémiques et d'activités humaines pour définir des critères pour l'état de référence. L’écosystème de référence doit également inclure la description du processus de succession et des facteurs écologiques influençant son évolution.
| Absence de menaces                            | - contrôle d'espèces envahissantes - régulation de la fréquentation / du pâturage via la mise en défens - arrêt d'une pollution                                                                 |
| Condition physique de l'environnement         | - rétablissement des conditions hydrologiques dans le cas de cours d'eau, d'estuaires ; déchenalisation ou reméandrage - rétablissement du substrat rocheux, comblement ; rétablissement du sol |
| Composition spécifique                        | - présence d'espèces végétales et animales - absence d'espèces indésirables |
| Structure (diversité au sein de l'écosystème) | - diversité spatiale des habitats - complexité des réseaux trophiques et relations interspécifiques en général                                                                                  |
| Fonctions écosystémiques                      | - productivité primaire, décomposition, cycles biogéochimiques - capacité de l'écosystème à perdurer et évoluer de lui-même - succession écologique attendue                                    |
| Liens avec les écosystèmes environnants       | - processus à l'échelle du paysage - migration des espèces |

À mesure que le projet de restauration écologique avance, l'état cible de l'écosystème peut être adapté.

## Dégradation
Des transformations négatives peuvent frapper les écosystèmes, ils sont classés en trois niveaux, par la SER :
1. dégradation : changements subtils ou graduels qui réduisent l’intégrité et la santé écologique ;
2. dommage : changements importants et manifestes dans un écosystème ;
3. destruction : Un écosystème est détruit lorsque la dégradation ou le dommage supprime toute vie macroscopique, et généralement abîme l’environnement physique.

Le niveau de dégradation est mesuré en comparant un état actuel de l'écosystème avec l'état de référence, en termes de composition spécifique, de services écosystémiques...
La perturbation dépend donc de la perception de l'observateur, de l'état de référence qu'il se fixe.
L'ampleur et la nature (naturelle ou anthropique, volontaire ou non) des dégâts subis par l'environnement vont contraindre les objectifs de restauration. Avant d'envisager quelque opération de restauration que ce soit, il convient d'identifier toutes les menaces qui pèsent sur un écosystème donné et d'y répondre si elles sont d'origine anthropique.

## Application

### Contenu, méthodes
La gestion restauratoire cherche à imiter les processus naturels de résilience écologique, par exemple en restaurant en premier lieu un stade espèces pionnières (par ensemencement, expression de la banque de graines du sol, construction d'ouvrages de génie écologique, voire éventuellement avec la réintroduction d'espèce localement disparue) pour faire évoluer le milieu vers un stade d'auto-entretien plus naturel. Pour s'adapter aux milieux et à leur évolution, c'est nécessairement une gestion différentiée.
Paradoxalement, le gestionnaire peut aussi chercher ponctuellement, dans l'espace et dans le temps, à restaurer des processus évoquant pour le public une dégradation du milieu : érosion favorisant les cailloutis, coupe forestière ou incendie contrôlé visant à localement restaurer les clairières, étrépage visant à déseutrophiser le milieu et/ou à remettre à jour les graines enfouies depuis plusieurs décennies, tuer des arbres pour restaurer la ressource en bois mort nécessaire aux communautés saproxylophages, etc.
Quand les grands herbivores ont disparu, le gestionnaire utilise des moyens mécaniques (pour la fauche avec exportation par exemple) et peut utiliser des auxiliaires vivants tels que moutons, bovins, chèvres, chevaux, ânes, etc. qui entretiennent le milieu en y dispersant des graines et propagules de nombreux organismes d'une manière proche de celle d'animaux sauvages. Lièvres et lapins peuvent contribuer à entretenir des zones de landes ou pelouses rases, etc.

### Lieux et exemples d'application
La gestion restauratoire peut concerner :
- le domaine de la protection de la nature est celui qui utilise et développe le plus ces techniques souvent recommandées ou imposées dans les plans de gestion de milieux « naturels », forêts faisant l'objet d'une gestion durable.
- des mesures restauratoires ou mesures compensatoires imposées dans le cadre d'une enquête publique à la suite des conclusions d'une étude d'impact, souvent dans le cadre de travaux publics (urbains, routiers, voies ferrées, creusement de canaux, construction de barrages..) ou d'aménagement foncier agricole et forestier).
- certains espaces forestiers (pour obtenir un écolabel de type FSC par exemple).
- certains espaces agricoles (par exemple dans le cadre d'une reconversion d'exploitation vers l'agriculture bio ou pour la restauration de prairies, bocage ou zones tampons (bandes enherbées, zones tampons humides)[17] plus riches en biodiversité et/ou fonctionnellement plus efficients pour la protection de l'eau ou la restauration d'un sol plus humique et stable face à l'érosion, salinisation, eutrophisation ou à la régression et dégradation des sols…).
- le domaine halieutique, où il s'agira alors de restaurer des stocks viables de poissons (morue) ou autres organismes (crustacés, coquillages, algues) exploités en mer ou en eau douce, de manière à permettre une pêche plus durable. Les gestionnaires s'appuient alors sur des réintroductions (saumons, esturgeon…), ou des confortements de populations (à partir d'élevages conservatoires ou de prélèvements faits dans la nature). Une autre méthode possible est de restaurer les conditions physiques du milieu naturel, comme le débit d'un fleuve[18]. Des récifs artificiels, des restaurations expérimentales de milieux (ex : récifs reconstitués de manière accélérée par accrétion minérale électrolytique et de nombreux dispositifs de protection complémentaires (réserves naturelles, quotas, etc.) peuvent compléter le dispositif.
- le domaine de la prévention des risques, où il s'agira de restaurer un milieu qui par ses fonctions naturelles, protègera les populations[19].

### Réintroduire des espèces comme auxiliaires de gestion
Ce mode de gestion peut - après évaluation scientifique - s'appuyer sur la réintroduction d'espèces fonctionnellement importantes (le castor par exemple, pour sa capacité à restaurer et entretenir des zones humides, des insectes pollinisateurs, les symbiotes d'espèces que l'on voudrait restaurer, etc.

### Remplacer certaines espèces disparues?
Des scientifiques et des gestionnaires songent à remplacer certaines espèces « récemment » disparues (grands herbivores, grands carnivores) qui jouaient des rôles fonctionnels et écopaysagers essentiels quand leurs fonctions écologiques ne peuvent être remplacés par une gestion restauratoire par l'homme.  
C'est ainsi le cas des aurochs et tarpans reconstitués dans certains espaces naturels européens et ils envisagent aussi d'expérimenter (en milieu confiné) des introductions telles que celle du lion ou de l'éléphant africain en Amérique du Nord pour respectivement « remplacer » le lion des cavernes et les espèces de mammouths qui n'ont pas survécu à la chasse préhistorique.

### Renaturation des cours d'eau
La renaturation est l'un des thèmes importants de la mise en œuvre d'une restauration écologique de cours d'eau, par exemple dans le cadre de la trame bleue. Elle vise à retrouver ou approcher le bon état écologique du cours d'eau dans son ensemble.
Néanmoins supprimer les obstacles artificiels (barrages, seuils importants) ou détruire des berges de béton ou palplanche pour recréer un profil plus naturel ne suffit pas à recréer les larges zones alluviales de bras morts et tresses qui existaient quelques décennies ou siècles plus tôt, ni à retrouver les services écosystémiques qui y étaient associés. Une opération mal conduite peut même parfois conduire à un surcreusement du cours d'eau, avec augmentation de la turbidité et à une baisse des nappes et donc des niveaux de sources adjacents et du proche bassin versant. L'Agence de l'eau Seine-Normandie recommandait en 2007 dans son Manuel de restauration hydromorphologique des cours d'eau avant toute opération de renaturation de bien étudier, et au cas par cas :
- la nature et le type de cours d'eau concerné ;
- l'importance et le nombre des interventions qu'il a subies dans le passé et les dysfonctionnements hydrologiques ou écologiques que cela a induit ;
- le degré de réversibilité de ces interventions/artificialisations ;
- ce qu'on peut « espérer recréer à partir de cette situation » et « le type d’intervention possible parmi les différentes techniques de restauration existantes ? », pour quels effets bénéfiques espérés avec « quels risques ai-je de ne pas atteindre les objectifs de restauration ? » ;
- les possibilités que le cours d'eau puisse se « restaurer lui-même ? » ;
- les meilleurs périodes pour les travaux de restauration ;
- les indicateurs qui permettront d'évaluer la réalisation proposée.

Aujourd'hui, des modèles de prédiction sont développés par des scientifiques afin de connaître au mieux les conséquences des actions de restauration des cours d'eau.

## Acteurs
Ce sont au niveau international l'ONU via le PNUE et la FAO par exemple, et dans le cadre de la convention mondiale pour la biodiversité, mais avec une tendance à rapprocher les actions de lutte contre la désertification et de protection du climat à ce thème (projet présenté à la convention de l'ONU pour la biodiversité à Nagoya en 2010, dans le pavillon de la biodiversité).
Des échelles émergentes existent, avec des sous-ensembles plus ou moins proche de certaines échelles biogéographiques, avec notamment l'Union européenne et son récent (2024) règlement sur la restauration de la nature qui donne deux ans aux États-membres pour soumettre leurs projets de plans nationaux de restauration à la Commission européenne. La Commission dispose de six mois pour les évaluer, puis les États auront encore six mois pour les finaliser et publier. Le réseau AEWA, le réseau écologique paneuropéen, le G 77, la zone du corridor écologique méso-américain, qui développent leurs propres stratégies de gestion, protection et restauration de la biodiversité, en lien avec l'ONU.
Les gouvernements et de nombreuses agences y contribuent aux échelles nationales, ainsi que les régions et communautés locales où doivent concrètement s'appliquer les stratégies d'aires protégées et de restauration de réseaux écologiques.
Les gestionnaires d'aires protégées s'appuient sur des réseaux scientifiques, des conseils scientifiques et les retours d'expérience pour améliorer leurs savoirs et savoir-faire. Enfin le tissu associatif local d'ONG est à l'origine de la plupart des projets et réalisation d'aires protégées.

## Efficacité et limites
L'évaluation écologique des actions de restauration écologique se développe au fur et à mesure des retours d'expérience. Elle montre une efficacité au moins partielle de nombreuses mesures de restauration, mais parfois médiocre et souvent contraintes par certaines limites.

### Évaluation
Par exemple, une récente méta-analyse de 89 opérations de restauration écologiques faites dans un large éventail d'écosystèmes à travers le monde a montré une efficacité certaine : En moyenne, la biodiversité a progressé de 44 % et les services écosystémiques de 25 %. Cependant, les valeurs pour ces deux critères restaient faibles si on les compare aux écosystèmes intacts de référence. Les auteurs ont conclu que la restauration de la biodiversité peut effectivement concourir à améliorer le niveau de services écologiques, notamment dans les écosystèmes tropicaux terrestres, avec les limites qu'ils précisent.
Pour le cas des zones humides Moreno-Mateos et al. (2012) ont analysé les résultats de travaux de génie écologique pour 401 zones humides restaurées et 220 créées (sur la base notamment des structures biologiques). Au moment de l'évaluation, les communautés végétales et le fonctionnement biogéochimique (stockage du carbone dans les sols...) étaient respectivement à 26 % et 23 % sous des valeurs observées pour les sites de référence.
Pour le domaine marin, d'autres auteurs estiment qu'il est urgent d'au moins tenter une restauration globale des pêcheries, à échelle mondiale. Il faut pour cela restaurer les écosystèmes marins. Or, dans 5 des 10 écosystèmes bien connus en 2009, la productivité de la pêche était en déclin. Dans sept de ces écosystèmes, le niveau de surexploitation des ressources était atteint ou dépassé. 63 % des stocks de poissons ayant fait l'objet d'une évaluation dans le monde nécessitaient un plan de restauration, et des taux d'exploitation encore plus bas étaient nécessaires pour enrayer l'effondrement des espèces vulnérables. L'activité de pêche peut être combinée à des objectifs de conservation via le regroupement d'actions diversifiées de gestion restauratoire, incluant des interdictions et restrictions de capture et une adaptation des engins de pêche, en fonction du contexte local (qu'il faut donc suivre). L'impact des flottes internationales de pêche et l'absence de réelles alternatives à la pêche compliquent les perspectives pour la reconstruction des pêcheries dans beaucoup de régions pauvres, en soulignant la nécessité d'une perspective mondiale sur la reconstruction des ressources marines.

### Limites
On en a décrit plusieurs : 
- Ce sont d'abord des seuils quantitatifs qu'il est impossible à ce jour d'atteindre ;
- Ensuite tout milieu naturel est en grande partie le produit des espèces qui y vivent ; la disparition définitive de certaines espèces, et en particulier de grands herbivores et grands carnivores, d'espèces ingénieur (castor fiber par exemple) ou d'espèces plus modestes telles que les pollinisateurs peut donc y empêcher une restauration des états antérieurs ou du bon état écologique.
- De même, là où les pluies elles-mêmes sont facteur d'eutrophisation à cause de leur teneur en azote d'origine agricole ou provenant de la circulation automobile (oxydes d'azote émis par les pots d'échappement), la restauration de milieux réellement oligotrophes (milieux à haute biodiversité en général) est difficile sans actions de gestion importantes, qui diminuent la naturalité du site.

Des travaux scientifiques sont en cours dans divers pays pour évaluer la possibilité d'en quelque sorte remplacer certaines espèces disparues par d'autres introduites à partir d'une autre région (le mammouth en Amérique du Nord, par l'éléphant d'Afrique par exemple).

#### Principes généraux
- André F. Clewell (dir.) et James Aronson (dir.) (trad. de l'anglais), La Restauration écologique : principes, valeurs et structure d'une profession émergente, Arles, Actes Sud, mai 2010, 340 p. (ISBN 978-2-7427-9061-6, présentation en ligne)
- Harold Levrel, Quels indicateurs pour la gestion de la biodiversité, Institut français de la biodiversité, coll. « Les cahiers de l’IFB », octobre 2007 (lire en ligne)
- Sara Cristofoli et Grégory Mahy, « Restauration écologique : contexte, contraintes et  indicateurs de suivi », Biotechnol. Agron. Soc. Environ., vol. 1, no 14,‎ 2010, p. 203-211 (lire en ligne)
- Barnaud, G., (1995), À l’interface de la pratique et de la théorie : l’écologie de la restauration, Natures Sciences Sociétés, horssérie « Recréer la nature », 36-50.
- Bazin, P., Barnaud, G. (2002), Du suivi à l’évaluation : à la recherche d’indicateurs opérationnels en écologie de la restauration, La Terre et la Vie : revue d’écologie, supplément 9, 201-224
- Bradshaw, A.D., (1996), Underlying principles of restoration, Canadian Journal of Fisheries and Aquatic Sciences, 53, Supp. 1, 3-9.
- Cairns, J., Jr., Heckman, J.R., (1996), Restoration ecology: The state of an emerging field, Annual Review of Energy and the Environment, 21, 167-89
- Dufour, S., Piégay, H.(2009), From the myth of a lost paradise to targeted river restoration: Forget natural references and focus on human benefits, River Research and Applications, 25, 5, 568-581
- Le Floc’h, É., Aronson, J. (1995), Écologie de la restauration : définition de quelques concepts de base, Natures Sciences Sociétés, hors-série « Recréer la nature », 29-35.
- F. Rey, F. Gosselin et A. Doré, 2014, L'ingénierie écologique Action par et/ou pour le vivant ?, Ed. Quae
- Gallet S. (coord.), 2011, Restauration écologique : Nécessité de construire des indicateurs pour un suivi efficace, Sciences Eaux & Territoires, no 5 (lire en ligne) .

#### Restauration de cours d'eau et zones humides
- Bash, J.S., Ryan, C.M., (2002), Stream restoration and enhancement projects : Is anyone monitoring ?, Environmental Management, 29, 6, 877-885 (https://www.ncbi.nlm.nih.gov/pubmed/11992178 résumé])
- Bernhardt, E.S., Sudduth, E.B., Palmer, M.A., Allan, J.D., Meyer, J.L., Alexander, G., Follastad-Shah, J., Hassett, B., Jenkinson, R., Lave, R., Rumps, J., Pagano, L. (2007), Restoring rivers one reach at a time: Results from a survey of U.S. river restoration practitioners, Restoration Ecology, 15, 3, 482-493
- Day JW Jr, Yañéz Arancibia A, Mitsch WJ, Lara-Dominguez AL, Day JN, Ko JY, Lane R, Lindsey J, Lomeli DZ (2003 ), Using ecotechnology to address water quality and wetland habitat loss problems in the Mississippi basin: a hierarchical approach. (Review). Biotechnol Adv. 2003 Dec; 22(1-2):135-59 (résumé).
- Federal Interagency Stream Restoration Working Group (FISRWG) (1998, mis à jour 2001) : Stream Corridor Restoration : Principles, Processes, and Practices. 15 Federal agencies of the US government) (637 p.)
- Jenkinson, R.G., Barnas, K.A., Braatne, J.H., Bernhardt, E.S., Palmer, M.A., Allan, J.D., The National River Restoration Science Synthesis, 2006. Stream restoration databases and case studies: A guide to information resources and their utility in advancing the science and practice of restoration, Restoration Ecology, 14, 2, 177-186
- Mitsch WJ (2005), Applying science to conservation and restoration of the world's wetlands. Water Sci Technol ; 51(8):13-26.
- O'Donnell TK, Galat DL. (2007), Evaluating success criteria and project monitoring in river enhancement within an adaptive management framework. Environ Manage. 2008 Jan; 41(1):90-105. Epub 2007 Sep 6 (résumé).
- Pacini N (2005) [Wetland management according to the Water Framework Directive 2000/60] ; Ann Ist Super Sanita. 41(3):305-16 (résumé).
- River Restoration Center (2002) : Manual of River Restoration Techniques. RRC (télécharger)
- Rutherfurd ID, Marsh KJ, Marsh N (2000) A Rehabilitation M anual for Australian Streams. Cooperative Research Centre for Catchment Hydrology. Land and Water Resources Research and Development Corporation. Canberra (592 p. en 2 volumes).